# 因達斯特里-羅克福爾斯鎮區
因達斯特里-羅克福爾斯鎮區（英語：Industry-Rock Falls Township）是位於美國內布拉斯加州費爾普斯縣的一個行政鎮區。

## 地方資料
因達斯特里-羅克福爾斯鎮區的面積為184.47平方千米，皆為陸地。根據2020年美國人口普查的數據，當地共有人口238人，而人口密度為每平方千米1.29人。